# Famille Beleznay
La famille Beleznay de Pilis (en hongrois : pilisi Beleznay család) est une ancienne famille de la noblesse hongroise aujourd'hui éteinte.

## Origines
La famille est originaire du comitat de Somogy et remonte au XIVe siècle. Elle acquiert à cette époque le domaine de Belezna dont elle prend le nom. Famille luthérienne de la moyenne noblesse (Középnemes en hongrois), elle donna plusieurs fonctionnaires et agents de la Hongrie royale. Elle s'élève avec András Beleznay et ses descendants. La branche aînée s'éteint au XIXe siècle et la dernière branche en 1909.

## Membres notoires
- András Beleznay (hu) (XVI-XVIIe), propriétaire dans le comté de Somogy et de Pest, il reçoit pour une raison qui reste inconnue le domaine de Pilis de la part du roi Ferdinand II, et ajoute ce nom à  son patronyme.
- János Beleznay (hu) (1673-1754), officier kuruc durant la guerre d'Indépendance de Rákóczi, il termine avec le grade colonel (1710). Il devient par la suite Generalfeldmarschall impérial. Il était le beau-frère de Antal Grassalkovich (hu), président de la Chambre de Hongrie et confident de Marie-Thérèse.
- baron puis comte Sámuel Beleznay (hu) (1763-1818). Fils du lieutenant-colonel Mihály Beleznay et petit-fils du précédent János, il fut juge de la cour royale de Pest et bibliophile. Il reçoit le titre de baron (1800) puis de comte (1805). Décrit comme une nature tyrannique, il est tué d'un coup de fusil à la tête tiré par son fils, Sámuel Beleznay le jeune, qui était sorti chasser sans l'autorisation paternelle. Celui-ci est décapité un an plus tard.